# Frattura di Jefferson
La frattura di Jefferson è una frattura da compressione dell'anello osseo dell'atlante (C1), caratterizzata da una separazione delle masse laterali e dalla rottura del legamento traverso.